# Parmops coruscans
Parmops coruscans är en fiskart som beskrevs av Richard H. Rosenblatt och Johnson, 1991. Parmops coruscans ingår i släktet Parmops och familjen Anomalopidae. Inga underarter finns listade i Catalogue of Life.